# Великі Ком'яти
Великі Ком'яти (угор. Magyarkomját) — село в Виноградівській громаді Берегівського району Закарпатської області України. У минулому — істотний відсоток єврейського населення.

## Географія
Село розташоване в долині річки Боржава за 13 км від райцентру і 6 км від залізничної станції Сільце. 

## Назва
Назва села походить від прізвища власника села Ком'яті. Говорять, що це він був сином одного із багатих Ком'ятіїв із Севлюша, який одружився у Завадку, успадкувавши землі, на яких пізніше виникло село Ком'яти.

## Герб
У щиті, скошеному зліва зеленим і золотим, лазуровий хвилеподібний клиноподібний перев'яз зліва, обтяжений трьома золотими рибами, кожна верхня менше. У першій частині срібна підвищена балка, обтяжена зеленою капустою, червоним помідором і зеленими перцем та огірком. У другій частині лазурове виноградне гроно з зеленим листом.

## Історія
В південній околиці Великих Ком'ят — на сорокаметровій терасі лісового берега ріки — стародавнє поселення, стоянка пізнього неоліту (15-10 тисяч років тому).
Перша письмова згадка була в 1345 році — під назвою Kumjath
Його першими відомими власниками були члени аристократичної сім'ї Гут-Келед, а пізніше з неї вийшли сім'ї Gacsályi, Salánki, Rosályi Kún .
В. Ком'яти вважаються селом самодостатніх господарів, тобто таких, які виживали при будь-яких режимах із плодів своєї роботи на земельних ділянках. Їхнє життя не можна назвати заможним, але в більшості люди тут не потерпали від голоду і мали можливість направляти своїх дітей на навчання, в основному хлопців. У передвоєнні роки найбільшим підприємцем, як це не дивно, був священик Іван Рабар. Він володів млином на річці Боржава, тут же була компактна гідроелектростанція, яка забезпечувала номінально сельчан енергією для освітлення. В роки чехословацького панування створили кооперативну сироварню, в угорський період тут діяла кооперативна спілка «Гондьо» (мурашка). Нею опікувався заможний і грамотний житель села Андрій Попович, до якого потім приклеїлася сільська кличка «гондьо».
Цікаві памятки:
- пам'ятник генералу Миколі Федоровичу Ватутіну
- стара хресна дорога з капличкамі я поруч молодих ялинок.

## Храми
До 18 століття це були два окремі поселення під назвами Мадярські Комяти і Руські Комяти.
Парохія існує з 1574 року. Перша дерев'яна церква, збудована в період заснування села, згадується в 1751 році. Муровану базилічну церкву Св. Михайла спорудили на місці дерев'яної у 1790 році. З 1860 року в селі готувалися до будівництва храму Св. Духа. Через брак коштів будівництво затягнулося і завершилося аж у 1903 році, і то завдяки священику Івану Грабарю. Будівництво йшло завдяки добровільним пожертвам селян. Допомагали і ком'ятські заробітчани в Америці, і місцеві євреї — візники. Кожна сім'я працювала щотижня один день біля церкви. Храм вийшов величним (511 кв.м). План його скопійовано з кафедрального собору в Амстердамі. Богослужіння в ньому проводять о. Василь Похилець та о. Іоан Тесличко.
Є на території села ще одна церква Вознесіння Господнього в Завадці (Малій Чингаві). У 1775 році згадується дерев'яна церква збудована 1624 року. Дерев'яну церкву розібрали, коли завершувалося спорудження мурованої, а рішення про будівництво нової церкви було прийнято 19 січня 1936 року. Кураторами будівництва тоді були Василь Онисько та Михайло Віщак. Завершену споруду посвятили на Благовіщення, але згодом парох Іван Рабар (Грабар) переніс храмове свято на Вознесіння. Щоб читачам було ясніше з священиками, треба пояснити, що їх було троє: ком'ятський Іван Рабар (Грабар) служив у 1901-1916-х роках, ком'ятський Іван Рабар старший (1916—1942), ком'ятський Іван Рабар молодший (1942—1947). Іван Рабар молодший був репресований наприкінці 1940-х років.
У радянський період церкву було знято з реєстрації 20 листопада 1960 року і до 1985 року її мали перетворити на клуб. В кінці 1980-х років вірники повернули собі храм і розпочали там богослужіння. На дзвіниці встановлено 4 дзвони, 2 з яких відлито в 1926 році в Ужгороді, один ще в 1884 році виготовив у Малих Геївцях Лайош Ласло, ще один дзвін купили за гроші зароблені у Франції Михайлом Віщаком, Василем Марзаничем, Миколою Пантьом, Андрієм та Іваном Ониськами в 1928 році. Зараз у цій церковній споруді проводять богослужіння, почергово, православні і греко-католицькі вірники. Православна громада будує свою церкву, роботи ведуться на покрівлі.
Є в селі (в Малих Ком'ятах) і церква Жінок-Мироносиць. Дерев'яну церкву згадують в 1775 році. Теперішню, типову муровану церкву, раніше присвячену Христу Царю, закрили в 1961 році, а до 1985 року в споруді мав діяти сільський клуб. В 1990 році її повернули вірникам, цього ж року відновлено вежу і дах. У дерев'яній дзвіниці 2 дзвони. Великий дзвін виготовив Р. Маноушек у 1924 році у Брно, а малий, згідно з угорським написом, відлито за пароха Івана Гаджеги у 1834 році. Зараз церква належить православним, обслуговує їх о. Володимир Гангур.
У Великих Ком'ятах є два молитовних будинки, у яких проводять богослужіння громада «Церкви Християн віри Євангельської України» (п'ятидесятники) та Євангельських Християн суботнього дня. Громада п'ятидесятників у селі існує з 1962 року, очолював її І. А. Хрипта, який пізніше став єпископом громади Закарпаття. Моління здійснювалось у приватному будинку, у якому вміщувалось 150 чоловік, пізніше був побудований молитовний дім на 300 чоловік, а в 1991-97-х роках споруджена на вулиці Ватутіна,84 одна з найбільших церков п'ятидесятників на Закарпатті, яка вміщує 1000 вірників. Зараз пастором тут служить Андрій Ісак. Незважаючи на те що в кінці минулого століття з села емігрувало в Штати біля 500 п'ятидесятників, їх громада залишається досить масовою.

## Присілки
Завадка
Завадка - колишнє село в Україні, в Закарпатській області.
Обєднане з селом Великі Комяти рішенням облвиконкому Закарпатської області №155 від 15.04.1967
Kiscsongova, Kis-Csongora, Kis-Csongova, Kis-Csongrád, Malá Cengava, Malá Congova, Zavadka, Závádká, Завадка
Перша згадка у XIV столітті
Церква Вознесіння Господнього. 1939. 
У 1775 р. згадується дерев’яна церква, збудована 1624 p., що вже зовсім розпалася. У 1915 р. йдеться про дерев’яну каплицю. Востаннє дерев’яну церкву з вежею, без ґанку, збудовану 1693 p., згадано в 1923 р. Поряд була дерев’яна дзвіниця.
Дерев’яну церкву розібрали, коли завершувалося спорудження мурованої базиліки. Засідання церковної громади, на якому вирішили будувати нову церкву, відбулося 19 січня 1936 р., а в червні того ж року інженер Еміліян Еґреші дав фахову оцінку планові архітектора А. Кнебела, де вказав на такі недоліки, як відсутність захристії, надмірна товщина стін, тощо.
У жовтні того ж року Е. Еґреші запропонував громаді свої послуги, назвавши максимальну вартість робіт 140 тисяч корон. У селі розповідають, що спорудженням нової церкви керував інженер-чех, а головним майстром був чоловік з Іршави. Спочатку дахи були вкриті етернітом. Кураторами тоді були Василь Онисько та Михайло Віщак. Завершену споруду посвятили на Благовіщення, але згодом парох І. Грабар переніс храмове свято на Вознесіння.
У радянський період церкву було знято з реєстрації 21 листопада 1960 р. і до 1985 р. її мали перетворити на клуб. У кінці 1980-х років вірники повернули собі храм, встановили в ньому новий іконостас, замовили Іванові Андрішкові нове малювання.
Поряд стоїть дерев’яна одноярусна каркасна дзвіниця під шатровим дахом. З чотирьох дзвонів два відлито в Ужгороді в 1926 р., один виготовив у 1884 р. в М. Ґеївцях майстер Лайош Ласло, ще один дзвін “у Францій зароблен” Михайлом Вішаком, Василем Марзаничем, Миколою Пантьом, Андрієм та Іваном Ониськами в 1928 р.

## Населення
Згідно з переписом УРСР 1989 року чисельність наявного населення села становила 6229 осіб, з яких 3050 чоловіків та 3179 жінок.
За переписом населення України 2001 року в селі мешкали 6744 особи.

### Мова
Розподіл населення за рідною мовою за даними перепису 2001 року:
| Мова       | Відсоток |
| ---------- | -------- |
| українська | 99,48 %  |
| російська  | 0,41 %   |
| угорська   | 0,06 %   |
| молдовська | 0,03 %   |
| білоруська | 0,01 %   |

## Цікаві факти
У 1970 році у селі виловлено з річки Боржава найбільшого за всю фіксовану історію українського рибальства сома — довжиною 3 м і вагою 230 кг при віці 36 років. У квітні 2013 року на трасі від Ком'ят до Заріччя висадили 500 саджанців червоного дуба.

## Особистості
- Алексик Микола Олександрович (1994—2023) — старший солдат НГУ, учасник російсько-української війни.
- Хрипта Іван Андрійович (8 вересня 1934— 27 березня 2015) - проповідник, єпископ Громади християн віри євангельської-п’ятидесятників на Закарпатті.
- Боршош-Кум'ятський Юлій Васильович —український поет, педагог, член Спілки письменників з 1957 року.
- Попович Василь Юрійович (1796—1864) — єпископ Мукачівської греко-католицької єпархії.
- відомий історик і лінгвіст Фогорашій Іван
- Ісак Іван Семенович — відомий вчитель інформатики та математики.
- Нодь Юрій Янович - заслужений вчитель України, доктор фізико-математичних наук.
- Чорний Олександр Анатолійович (1998-2022) — старший солдат Збройних сил України, учасник російсько-української війни, що загинув у ході російського вторгнення в Україну у 2022 році.

## Туристичні місця
- стародавнє поселення, стоянка пізнього неоліту (15-10 тисяч років тому).
- пам'ятник генералу Миколі Федоровичу Ватутіну(демонтований)
- стара хресна дорога з капличкам
- В 1970 році у селі виловлено з річки Боржава найбільшого за всю фіксовану історію українського рибальства сома — довжиною 3 м і вагою 230 кг при віці 36 років.
- У квітні 2013 року на трасі від Ком'ят до Заріччя висадили 500 саджанців червоного дуба.
- храм Св. Михайла спорудили у 1790 році.
- храм Вознесіння Господнього у 1775 році 
- храм Жінок-Мироносиць